# Phytomyza pedicularifolii
Phytomyza pedicularifolii este o specie de muște din genul Phytomyza, familia Agromyzidae, descrisă de Erich Martin Hering în anul 1960.
Este endemică în Germania. Conform Catalogue of Life specia Phytomyza pedicularifolii nu are subspecii cunoscute.